# Kiszma
Kiszma (ros. Кишма)– rzeka w europejskiej części Rosji o długości 71 km. Przepływa przez obwód niżnonowogrodzki, jest prawym dopływem Oki. Powierzchnia zlewni wynosi 795 km².